# Brachodidae
Brachodidae es una familia de lepidópteros ditrisios que contiene unas 100 especies distribuidas por todo el mundo (Edwards et al. 1999). 

## Géneros
- Subfamilia Brachodinae Agenjo, 1966
  - Brachodes
  - Euthorybeta
  - Miscera
  - Synechodes
- Subfamilia Phycodinae Rebel, 1907
  - Nigilgia
  - Paranigilgia Kallies, 1998
  - Phycodes (syn: Tegna)
  - Phycodopteryx Kallies, 2004
- Sin asignar

- - Atractoceros
  - Callatolmis
  - Gora
  - Hoplophractis
  - Jonaca
  - Palamernis
  - Polyphlebia
  - Procerata
  - Pseudocossus
  - Sagalassa
  - Sisyroctenis